# Selo (Žiri, Slovenija)
Selo je naselje u slovenskoj Općini Žiriju. Selo se nalazi u pokrajini Gorenjskoj i statističkoj regiji Gorenjskoj. 

## Stanovništvo
Prema popisu stanovništva iz 2002. godine naselje je imalo 279 stanovnika.